# 新居千秋
新居 千秋（あらい ちあき、男性、1948年 - ）は、日本の建築家・都市計画家。東京都市大学教授、ペンシルベニア大学客員教授。日本建築学会賞、日本建築大賞など多数受賞。

## 略歴
島根県生まれ
- 1971年 - 武蔵工業大学工学部建築学科卒業（23歳）
- 1973年 - ペンシルベニア大学大学院芸術学部建築学科修了（修士設計第1位）（25歳）
- 1973年 - ルイス・I・カーン建築設計事務所
- 1974年 - G.L.C（ロンドン市テームズミード都市計画特別局）
- 1977年 - 武蔵工業大学講師（現在同校客員教授）（29歳）
- 1979年 - 東京理科大学講師（31歳）
- 1980年 - 新居千秋都市建築設計設立（32歳）
- 1998年 - ペンシルベニア大学客員教授（50歳）
- 2008年 - 武蔵工業大学（現東京都市大学）新居千秋研究室教授（60歳）

## 主な受賞
- 1972年 - 新建築住宅設計競技 1等（24歳）
- 1973年 - シャンク賞受賞（ペンシルベニア大学修士設計第1位）
- 1987年 - 東北建築賞受賞（ケアハウス泉崎）
- 1989年 - SDReview 入選（水戸市立西部図書館）
- 1993年 - 第18回吉田五十八賞受賞（水戸市立西部図書館）
- 1995年 - 第1回千葉県建築文化賞受賞（アルディア・ヌーボ）
- 1996年 - 日本建築学会賞（黒部市国際文化センターコラーレ）（48歳）
- 1996年 - 第2回日本計画行政学会計画賞受賞（黒部市国際文化センターコラーレ）
- 1998年 - アルカシア賞（アジア建築家評議会）ゴールドメダル受賞（黒部市国際文化センターコラーレ）
- 1998年 - 島根県景観賞受賞（悠邑ふるさと会館・かわもと音戯館）
- 2002年 - グッドデザイン賞（横浜赤レンガ倉庫2号館）
- 2010年 - 日本建築大賞（大船渡市民文化会館・市立図書館／リアスホール）（62歳）
- 2010年 - 第51回BCS賞（大船渡市民文化会館・市立図書館／リアスホール）
- 2016年 - 第29回村野藤吾賞（新潟市秋葉区文化会館）
- 2021年 - 第21回日本建築家協会JIA25年賞（黒部市国際文化センターコラーレ）

## その他
- 学生時代から建築デザイン分野で受賞歴がある。